# Czyżew Ruś-Kolonia
Czyżew Ruś-Kolonia est un village de Pologne, situé dans la gmina de Czyżew, dans le Powiat de Wysokie Mazowieckie, dans la voïvodie de Podlachie.

## Source
- (en) Cet article est partiellement ou en totalité issu de l’article de Wikipédia en anglais intitulé « Czyżew Ruś-Kolonia » (voir la liste des auteurs).